# Drie Noorse volksliederen voor mannenkoor
Drie Noorse volksliederen voor mannenkoor is een verzameling liederen van Eyvind Alnæs. Alnæs was jarenlang begeleider en dirigent van Noorse koorverenigingen. Van zijn composities voor koor is vrijwel niets bekend en deze liederen worden tegenwoordig ook nauwelijks meer gezongen. De liederen voor deze kleine verzameling zijn afkomstig uit het Ældre og nyere norske Fjeldmelodier van Ludvig Mathias Lindeman.
De drie liederen zijn:
1. Solfager og Ormekongin
2. Halling, Hei, Huskom i Hei
3. Ungersvenden